# Embraer Praetor 500/600
Los Embraer Praetor 500 y 600 son jets ejecutivos brasileños de tamaño mediano lanzados por Embraer en abril de 2018. Son un desarrollo de la serie de jets ejecutivos Legacy.

## Desarrollo
Embraer presentó variantes mejoradas de la serie Legacy en la convención de la NBAA de octubre de 2018, el Praetor 500 y 600, presentado en exhibición, con 3.250 nmi (6.019 km) y 3.900 nmi (7.223 km) de alcance.
Las pruebas de vuelo del Praetor 600 comenzaron el 31 de marzo y se registraron 300 horas con tres aviones en octubre de 2018, mientras que las pruebas de vuelo del Praetor 500 comenzaron el 13 de septiembre con 80 horas acumuladas.
El Praetor 600 fue certificado por la Agencia Nacional de Aviación Civil de Brasil en abril de 2019, en Europa y EE. UU. en mayo y el Praetor 500 recibió su certificado de tipo brasileño en agosto, en Europa y EE. UU. en septiembre.

### Praetor 500
El Praetor 500 es considerado el avión más rápido del mercado en su clase y puede llegar a Europa desde la Costa Oeste de EE. UU. con una parada de reabastecimiento de combustible.

### Praetor 600
El Praetor 600 es un jet de negocios de tamaño súper mediano con un alcance de más de 7.223 kilómetros, que permite volar  desde Londres a Nueva York sin escalas.

## Componentes
Estados Unidos

### Electrónica

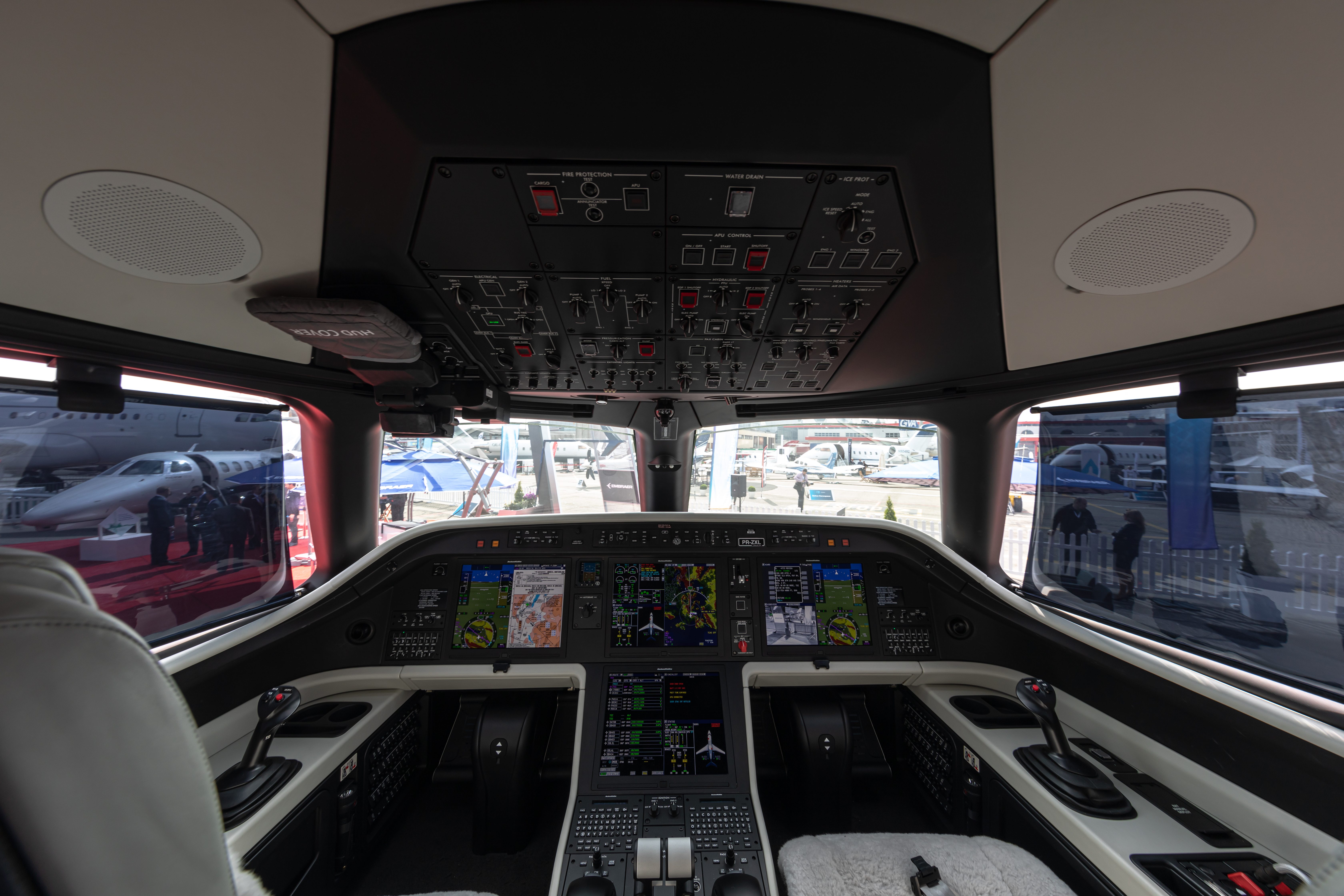
Cabina de mando

| Sistema                                    | País                      | Fabricante            | Notas                                          |
| ------------------------------------------ | ------------------------- | --------------------- | ---------------------------------------------- |
| Sistema de control de vuelo                |                           |                       | Doble FBW digital.Bucle completamente cerrado. |
| Computadoras primarias de control de vuelo |                           |                       | 2                                              |
| Sensores inteligentes multifunción         | Bandera de Estados Unidos | UTC Aerospace Systems | 2 pares de SmartProbes                         |
| Sistema integrado de aviónica              | Bandera de Estados Unidos | Rockwell Collins      | Pro Line Fusion                                |
| ACAS II                                    | Bandera de Estados Unidos | Rockwell Collins      |                                                |

### Propulsión
| Sistema | País                      | Fabricante | Notas        |
| ------- | ------------------------- | ---------- | ------------ |
| Motor   | Bandera de Estados Unidos | Honeywell  | 2 × HTF7500E |

## Especificaciones
- Praetor 500[8]
  - Tripulación: 2
  - Capacidad: 7-9 pasajeros
  - Longitud: 19,69 m
  - Envergadura: 19,25 m
  - Altura: 6,43 m
  - Peso en vacío: 10 391 kg

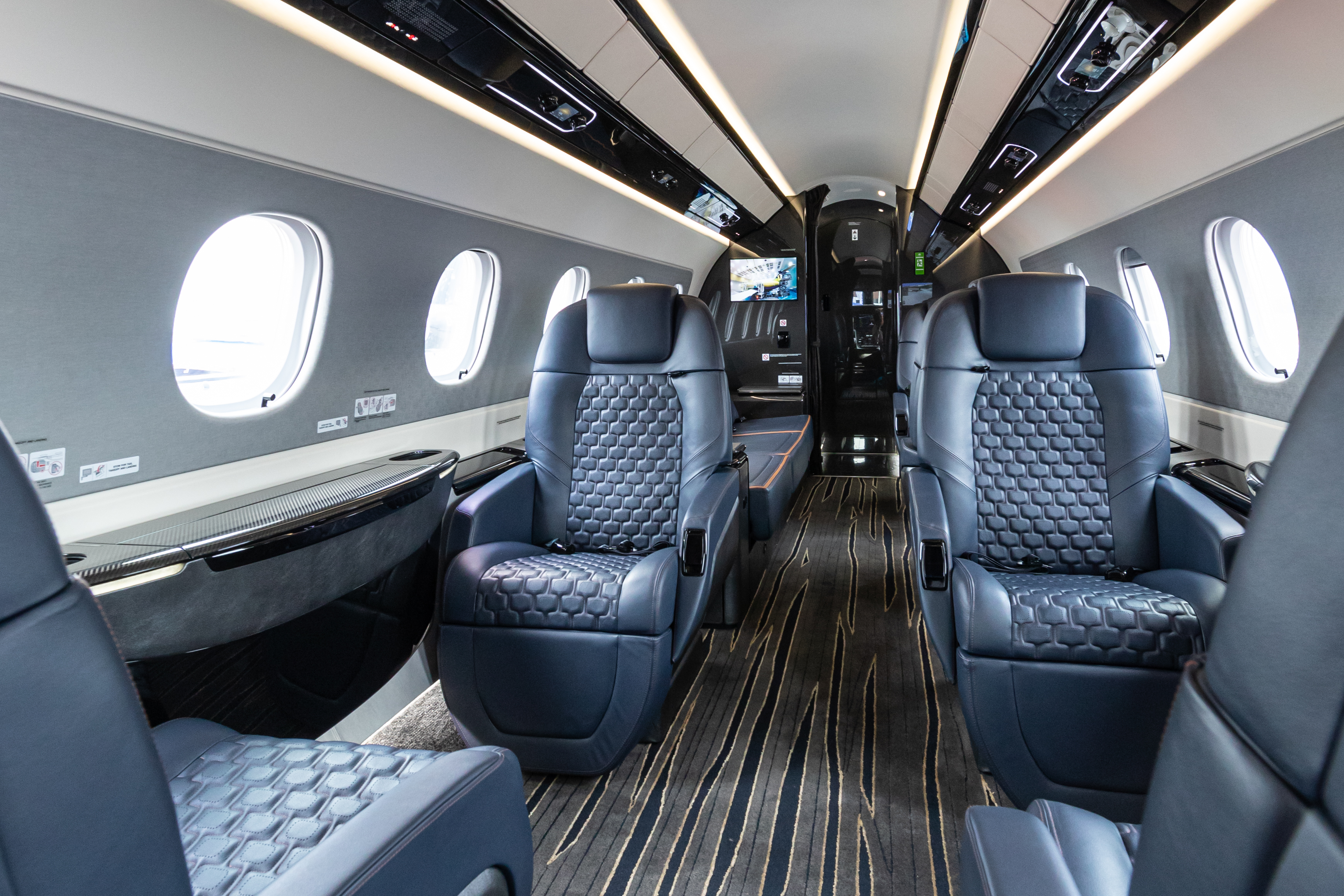
Cabina

  - Peso máximo al despegue: 17 040 kg
  - Motores: 2× turbofán Honeywell HTF7500E con un empuje de 29.09 kN (6 540 lbf) cada uno
  - Velocidad máxima: MACH 0.83
  - Alcance: 6 186 kilómetros
  - Techo de vuelo: 13 716 m (45 000 pies)

- Praetor 600[9]
  - Tripulación: 2
  - Capacidad: 8-12 pasajeros
  - Longitud: 20,74 m
  - Envergadura: 21,50 m
  - Altura: 6,44 m
  - Peso en vacío: 11 503 kg
  - Peso máximo al despegue: 19 440 kg
  - Motores: 2× turbofán Honeywell HTF7500E con un empuje de 33.49 kN (7 528 lbf) cada uno
  - Velocidad máxima: MACH 0.83
  - Alcance: 7 441 kilómetros
  - Techo de vuelo: 13 716 m (45000 pies)